# Stylodipus telum
Stylodipus telum este o specie de rozătoare din familia Dipodidae. Se găsește în China, Kazahstan, Rusia, Turkmenistan, Ucraina și Uzbekistan.

## Taxonomie
Stylodipus andrewsi a fost considerată drept o subspecie a Stylodipus telum, însă acum este considerată specie diferită.

## Descriere
Stylodipus telum crește până la o lungime de 104 până la 133 mm cu o coadă lungă tot pe atât și până la o greutate de 70 până la 90 g. Creștetul capului este închis la culoare, însă restul blănii este de culoare galbenă pală cu tentă cenușie, cu peri de conturi mai lungi și cu vârfuri negricioase. De-a lungul șoldurilor are o dungă albă, iar coastele au pete întunecate și sunt de culoarea paielor.

## Răspândire și habitat
Stylodipus telum este găsită în China, Kazahstan, Rusia, Turkmenistan, Ucraina și Uzbekistan. Habitatul său tipic este stepa, deșertul și pajiștea montană unde poate fi găsită de obicei pe soluri argiloase sau nisipoase.

## Comportament
Specia Stylodipus telum este un animal nocturn și solitar. Trăiește într-un sistem complex de galerii care se poate extinde pe o suprafață de până la 2 metri și jumătate, cu multe intrări care sunt blocate ușor cu un dop de pământ. Are totodată și galerii puțin adânci în limitele domeniului vital care pot fi folosite de către mai mulți indivizi și în interiorul cărora se poate adăposti. Se hrănește cu părți verzi ale plantelor, bulbi și semințe, dar nu stochează hrană pentru iarnă. Femelele au de obicei două rânduri de pui pe an, fiecare constând din câte doi până la patru pui, unul primăvara și celălalt toamna.

## Stare de conservare
S. telum are un areal larg și se presupune că populația totală a speciei este mare. Amenințarea principală este transformarea stepei în zonă agricolă. De asemenea, alte amenințări pentru această specie sunt pierderea teritoriului din cauza aratului, suprapășunatul și utilizarea pesticidelor. Specia este găsită și în câteva arii protejate. Se presupune că populația este în declin lent, dar Uniunea Internațională pentru Conservarea Naturii a clasificat această specie ca fiind neamenințată cu dispariția.